# 關越隧道
關越隧道（日语：／ kan-etsu tonneru */?）是日本第二長的公路隧道，位於群馬縣利根郡水上町與新潟縣南魚沼郡湯澤町縣境間，為關越自動車道其中一處隧道。貫穿谷川岳。現在的下行線隧道於1985年10月2日通車，超过同年3月通车的惠那山隧道上行线，成为日本最長的公路隧道，此时為暫定2線道雙向通行。1991年10月22日上行線隧道通車，全區間變更為4線道。在2006年台湾的雪山隧道通車之前，曾是亞洲最長的公路隧道，直到2015年东京都的山手隧道完全建成之前，仍是日本最長的公路隧道。

## 消防與安全
關越隧道禁止通行載運危險物品車輛，在防災設計上每隔350公尺設有一個人行逃生出口連接導坑，以利發生災難時能讓車輛利用對向隧道順利離開事故現場。另外為了避免高速行駛應變不及發生車禍，隧道內限制行車時速在80公里間。

## 外部連結
- 關越隧道計畫 （页面存档备份，存于）
- 東日本高速道路 （页面存档备份，存于）